# 奧凱納島
奧凱納島（Aukena）是南太平洋法屬波利尼西亞的島嶼，屬於甘比爾群島的一部分，位於芒阿雷瓦岛東南約5公里，由甘比尔市镇管辖，長2.5公里、寬0.5公里，面積1.35平方公里，最高點海拔高度198米，2012年人口数量为40。